# Douglas Stuart
Douglas Cecil Rees Stuart (Kingston upon Thames, 1º marzo 1885 – Marsiglia, 1969) è stato un canottiere britannico.
Ha vinto la medaglia di bronzo olimpica nel canottaggio alle Olimpiadi 1908 tenutesi a Londra, nella gara di Otto maschile con Frank Jerwood, Eric Powell, Oswald Carver, Edward Williams, Henry Goldsmith, Harold Kitching, John Burn e Richard Boyle, a pari merito con la squadra canadese.